# HD 199612
HD 199612，又名BD+48 3249，SAO 50262、HR 8026，是一颗恒星，视星等为5.9，位于銀經88.93，銀緯2.49，其B1900.0坐标为赤經20h 53m 9.5s，赤緯+48° 2.49′ 40″。